# Ба-бах! (фільм)
«Ба-бах!» (англ. Kaboom) — американо-французька фантастична комедія 2010, режисером і сценаристом якої виступив Грегг Аракі. Прем'єра фільму відбулася на Каннському кінофестивалі, де він отримав нагороду «Квір-пальма» за своє висвітлення життя гей-, лесбі-, бі- і транссексуальних людей.

## Зміст
Першокурсник Сміт проводить більшу частину часу в гуртожитку та зі своєю артистичною і саркастичною приятелькою Стеллою. Думки бісексуального Сміта займає красуня-бунтарка Лондон і сусід по кімнаті, похмурий серфер Тор. Уся ця легковажність припиняється, коли одного разу вночі, після куштування на вечірці галюциногенів, Сміт стає переконаним, що бачив жорстоке вбивство таємничої рудої дівчини, яка являлася йому уві сні.

## Ролі
| Актор            | Роль                     |
| ---------------- | ------------------------ |
| Джуно Темпл      | Лондон                   |
| Гейлі Беннетт    | Стелла                   |
| Келлі Лінч       | мати Сміта               |
| Томас Деккер     | Сміт                     |
| Кріс Зілка       | Тор                      |
| Роксана Мескида  | Лорелей                  |
| Енді Фішер-Прайс | Рекс                     |
| Ніколь Лаліберте | дівчина з рудим волоссям |
| Джеймс Дювал     | Месія                    |
| Бреннан Мейя     | Олівер                   |

## Знімальна група
- Режисер — Грегг Аракі
- Сценарист — Грегг Аракі
- Продюсер — Грегг Аракі, Паскаль Кочетов, Андреа Сперлінг
- Композитор — Робін Гатрі, Вівек Маддало, Марк Пітерс, Ульріх Шнаус